# NK Korotan Prevalje
Este artículo trata de un club desaparecido. Para el club fundado en el 2003, ver DNŠ Prevalje.
El NK Korotan Prevalje fue un equipo de fútbol de Eslovenia que alguna vez jugó en la Prva SNL, la liga de fútbol más importante del país.

## Historia
Fue fundado en el año 1933 en la ciudad de Prevalje, donde en los periodos de la antigua Yugoslavia, como la mayoría de los equipos de Eslovenia, pasó entre los niveles más bajos del extinto país; pero tras la división de Yugoslavia y el nacimiento de Eslovenia el equipo comenzó a figurar, y jugó en 9 temporadas en la Prva SNL, en la cual disputó más de 280 partidos, aunque la mayoría de ellos fueron derrotas, y llegaron a disputar la final de la Copa de Eslovenia en la temporada 1999/2000.
Clasificaron para un torneo continental, la Copa Intertoto de la UEFA 1999, en la que fueron eliminados por el FC Basel de Suiza en la Primera Ronda, único torneo internacional que disputó el club.
El club desapareció en medio de la temporada 2002/03, en la que por problemas financieros decidieron disolver al club tras haber disputado sólo 11 fechas de la temporada y no se presentaron para jugar las semifinales de la Copa de Eslovenia.
Un club reclama los derechos, logros y récords del Korotan, el DNŠ Prevalje, fundado en el 2003, pero no son considerados como los sucesores del desaparecido Korotan, y los récords y logros son tomados por separado por la Asociación de Fútbol de Eslovenia.

## Palmarés
- Copa de Eslovenia: 0
  - Finalista: 1

1999/2000

## Participación en competiciones de la UEFA
| Temporada | Torneo                    | Ronda | Club     | Casa | Visita | Global |
| --------- | ------------------------- | ----- | -------- | ---- | ------ | ------ |
| 1999      | Copa Intertoto de la UEFA | 1     | FC Basel | 0-0  | 0-6    | 0-6    |

## Jugadores destacados
| - Roman Bezjak - Roman Plesec - Kristijan Švab - Peter Šumnik - Niko Podvinski - Goran Miškič - Ilir Silo - Samo Vidovič | - Marko Barun - Sami Dobreva - Živojin Vidojevič - Goran Jolič - Senad Tiganj - Alfred Jermaniš - Sergej Jakirović - Matej Miljatovič | - Artim Shaqiri - Stanislav Kuzma - Peter Koželj - Igor Benedejčič - Faik Kamberović - Aleš Križan - Roland Njume Ntoko |